# Brent Barry
Brent Robert Barry (født 31. december 1971 i Hempstead, New York, USA) er en tidligere amerikansk basketballspiller, der spillede som shooting guard i NBA. Barry spillede i ligaen mellem 1995 og 2009, og repræsenterede adskillige forskellige klubber, og var blandt andet med til at vinde NBA-mesterskabet med San Antonio Spurs i både 2005 og 2007. I 2008 forlod han dog San Antonio og tog til en anden Texas-klub, Houston Rockets.

## Klubber
- 1995-1998: Los Angeles Clippers
- 1998: Miami Heat
- 1999: Chicago Bulls
- 1999-2004: Seattle SuperSonics
- 2004-2008: San Antonio Spurs
- 2008-2009: Houston Rockets